# Saint-Amans (Castelculier)
Pour les articles homonymes, voir Saint-Amans.
Saint-Amans  est un hameau situé sur la commune de Castelculier dans le département français de Lot-et-Garonne en Nouvelle-Aquitaine.

## Monuments
- L’église romane de Saint-Amans.
- Le château de Saint-Amans, qui fut habité par Jean Florimond Boudon de Saint-Amans, célèbre botaniste du XIXe siècle.